# Giubega, Dolj
Giubega este satul de reședință al comunei cu același nume din județul Dolj, Oltenia, România.

## Personalități
- Ilie Gheorghe (1940- 2018), actor

 Acest articol despre o localitate din județul Dolj este deocamdată un ciot. Puteți ajuta Wikipedia prin completarea lui.